# Marianne Bonde
Marianne Bonde Pedersen, née le 25 juin 1984 à Skjern, est une handballeuse internationale danoise évoluant au poste de pivot.
Avec l'équipe du Danemark, elle participe notamment au championnat du monde 2013 en Serbie où qu'elle termine à la troisième place.

## Palmarès
championnats du monde
- troisième du championnat du monde 2013